# Peppino Impastato
Giuseppe Impastato , plus connu sous le surnom de Peppino, né le 5 janvier 1948 à Cinisi et assassiné dans la même ville le 9 mai 1978 est un journaliste italien activement engagé dans la lutte contre la mafia.
Le film Les Cent Pas lui rend hommage.

## Biographie
Giuseppe Impastato naît à Cinisi, dans la province de Palerme, dans une famille de mafieux : son père, Luigi, est envoyé dans les territoires frontaliers durant la période fasciste, son oncle et d'autres parents appartiennent à la mafia, et le beau-frère de son père est le chef Cesare Manzella, tué avec une Alfa Romeo Giulietta piégée en 1963. Des restes de celui-ci sont retrouvés sur des citronniers à des centaines de mètres du cratère de la voiture. Peppino est traumatisé : « C'est ça la Mafia ? Si c'est la Mafia alors je la combattrai toute ma vie ».
Encore enfant, il rompt avec son père biologique, qui le chasse de la maison, et commence son activité politico-culturelle antimafieuse. En 1965, il fonde le journal L'idea socialista et adhère au Parti socialiste italien d'unité prolétarienne (PSIUP). À partir de 1968, il dirige les activités des groupes de la Nuova Sinistra (littéralement « Nouvelle Gauche »). Il dirige aussi la lutte des paysans expropriés lors de la construction de la 3e piste de l'aéroport de Palerme (sur le territoire de Cinisi) et milite en faveur des ouvriers et des chômeurs.
En 1975, il forme le groupe Musica e cultura qui organise des manifestations culturelles : musique, théâtre, débats, etc. En 1976, il crée Radio Aut, une radio indépendante et autofinancée. Le programme le plus suivi était Onda pazza (traduisible par « Ondes en folie »), émission satirique dans laquelle il tournait en dérision politiques et mafieux. Sur ces ondes, il dénonce les délits et les affaires des mafieux de Cinisi et Terrasini, en particulier du « parrain » local Gaetano Badalamenti. Ce dernier avait un rôle de tout premier ordre dans les trafics internationaux de drogue (grâce à sa mainmise sur l'aéroport tout proche). Malgré tout, Peppino et ses amis sont considérés comme les vrais empêcheurs de tourner en rond par les autorités de la ville, au contraire d’hommes « respectables » comme Badalamenti. 

Le frère de Peppino (Giovanni) déclare devant la commission anti-mafia italienne : 

« Il semble que Badalamenti était apprécié par les carabiniers car il était calme, aimait la discussion et on pouvait compter sur lui. C'était comme si Badalamenti leur faisait une faveur en s'arrangeant pour que rien n'arrive à Cinisi qui était une ville plutôt tranquille. Les seuls problèmes c'était nous, voilà ce que les carabiniers pensaient. Quand j'avais l'occasion de discuter avec l'un d'eux, c'était une impression très largement partagée que Badalamenti était un gentleman et que nous étions les fauteurs de troubles. » […] « J'ai souvent vu les carabiniers marcher bras dessus bras dessous avec Badalamenti et ses partisans. Vous ne pouvez pas avoir confiance dans les institutions quand vous voyez la police main dans la main avec les mafieux. »

Peppino Impastato comprend le danger représenté par Badalamenti et vice-versa. Son père essaye de le protéger, mais il meurt en 1977 dans un accident de voiture dont les circonstances n’ont jamais été clarifiées.
En 1978, Impastato est candidat sur la liste d'extrême gauche Démocratie prolétarienne aux élections municipales. Il est assassiné dans la nuit du 8 au 9 mai 1978, pendant la campagne électorale : il est attaché sur une voie ferrée et une charge de TNT est placée sous son corps ; un clin d'œil sinistre du destin à l'attentat à la voiture piégée qui avait tué son oncle. Deux jours plus tard, les électeurs de Cinisi l'élisent quand même.

## Suites judiciaires
Dans cette région où la presse, la police et les magistrats subissent d'énormes pressions de la part de la mafia, on remarque que ces différents groupes suggèrent d'abord que Peppino aurait tenté de plastiquer la voie mais se serait tué par accident mais, après la découverte d'une lettre écrite plusieurs mois auparavant, ils suggèrent la thèse d'un suicide. 
Grâce aux efforts entrepris par son frère Giovanni et par sa mère, Felicia Impastato, qui se sont séparés publiquement de leur famille mafieuse, aux militants antimafia et au Centre sicilien de documentation de Palerme, le rôle de la mafia est reconnu dans l'attentat. De nombreux documents et des dénonciations poussent la justice à rouvrir l'enquête.
Le 9 mai 1979, le Centre sicilien de documentation et Démocratie prolétarienne organisent la première manifestation nationale antimafia de l'histoire de l'Italie. 2 000 personnes venant de toute l'Italie y participent.
En mai 1984, le tribunal de Palerme, sur les indications du juge d'instruction Rocco Chinnici qui avait dirigé la première équipe antimafia, émet un jugement (signé par le successeur de Chinnici, Antonino Caponnetto) où le rôle de la mafia est reconnu dans le crime, mais où personne de précis n'est mis en cause. 
En 1986, le centre Impastato publie un livre intitulé La mafia in casa mia (La Mafia chez moi) qui narre la vie de la mère de Peppino. Le centre publie également un dossier intitulé Notissimi ignoti (Inconnus très connus) qui désigne le parrain Gaetano Badalamenti comme commanditaire du crime. Entre-temps, celui-ci est condamné à 45 ans de réclusion criminelle pour trafic de drogue à New York, dans l'affaire Pizza Connection.
En mai 1992, le tribunal de Palerme classe l'affaire, en confirmant le rôle de la mafia, mais sans poursuivre des personnes précises. Des responsables présumés sont désignés : les mafieux de Cinisi alliés aux corleonesi (les mafieux de Corleone).
En mai 1994, le centre Impastato, appuyé par une pétition, demande la réouverture de l'enquête. Il demande en particulier d'interroger le mafieux repenti Salvatore Palazzolo. En mars 1996, la mère de Peppino, son frère et le centre Impastato font un exposé dans lequel ils demandent de revoir à nouveau les points obscurs de l'affaire, en particulier le comportement des carabiniers juste après le crime.
En juin 1996, à la suite des déclarations de Salvatore Palazzolo, qui désignent Badalamenti et son second Vito Palazzalo comme commanditaire de l'assassinat, l'enquête est rouverte. En novembre 1997, un mandat d'arrêt contre Badalamenti est lancé : il est accusé d'avoir commandité l'attentat. En 1998, un comité formé par le gouvernement italien, la commission antimafia, ouvre un dossier à propos de l'affaire Impastato. Le 6 décembre 2000, cette commission émet un rapport démontrant la responsabilité des institutions dans l'égarement des enquêtes précédentes.

Le 5 mars 2001, la cour d'assises reconnaît Vito Palazzolo coupable de meurtre et le condamne à 30 ans de prison. Le 11 avril 2002, Badalamenti est condamné à perpétuité. La mère de Peppino réagit ainsi à la condamnation : 

« Je n'ai jamais eu de sentiment de vengeance. Tout ce que j'ai demandé c'est que la justice soit rendue à propos de la mort de mon fils. Je dois avouer, qu'après tant d'années d'attente, j'avais perdu espoir, je n'avais jamais pensé que nous atteignerions ce moment. Maintenant j'ai un sentiment de satisfaction. J'ai toujours su ce qui s'était passé. Badalamenti avait l'habitude d'appeler mon mari Luigi pour se plaindre à propos de Peppino, et mon mari le suppliait de ne pas tuer le petit. »

### Filmographie
En 2000, le film Les Cent Pas (I cento passi) raconte la vie et la mort de Peppino Impastato. « Cent pas », c'est la distance qui séparait la maison de Peppino de la maison de Badalamenti.